# Majellula spinigera
Majellula spinigera är en spindelart som först beskrevs av O. Pickard-Cambridge 1891.  Majellula spinigera ingår i släktet Majellula och familjen krabbspindlar.
Artens utbredningsområde är Guatemala. Inga underarter finns listade i Catalogue of Life.